# Municipio de Jackson (condado de Carroll)
El municipio de Jackson (en inglés: Jackson Township) es un municipio ubicado en el condado de Carroll en el estado estadounidense de Indiana. En el año 2010 tenía una población de 1391 habitantes y una densidad poblacional de 17,84 personas por km².

## Geografía
El municipio de Jackson se encuentra ubicado en las coordenadas 40°35′39″N 86°30′37″O / 40.59417, -86.51028. Según la Oficina del Censo de los Estados Unidos, el municipio tiene una superficie total de 77.98 km², de la cual 77,96 km² corresponden a tierra firme y (0,02 %) 0,02 km² es agua.

## Demografía
Según el censo de 2010, había 1391 personas residiendo en el municipio de Jackson. La densidad de población era de 17,84 hab./km². De los 1391 habitantes, el municipio de Jackson estaba compuesto por el 98,49 % blancos, el 0,43 % eran afroamericanos, el 0,07 % eran amerindios y el 1,01 % eran de una mezcla de razas. Del total de la población el 0,14 % eran hispanos o latinos de cualquier raza.